# Polska Dyrekcja Ubezpieczeń Wzajemnych

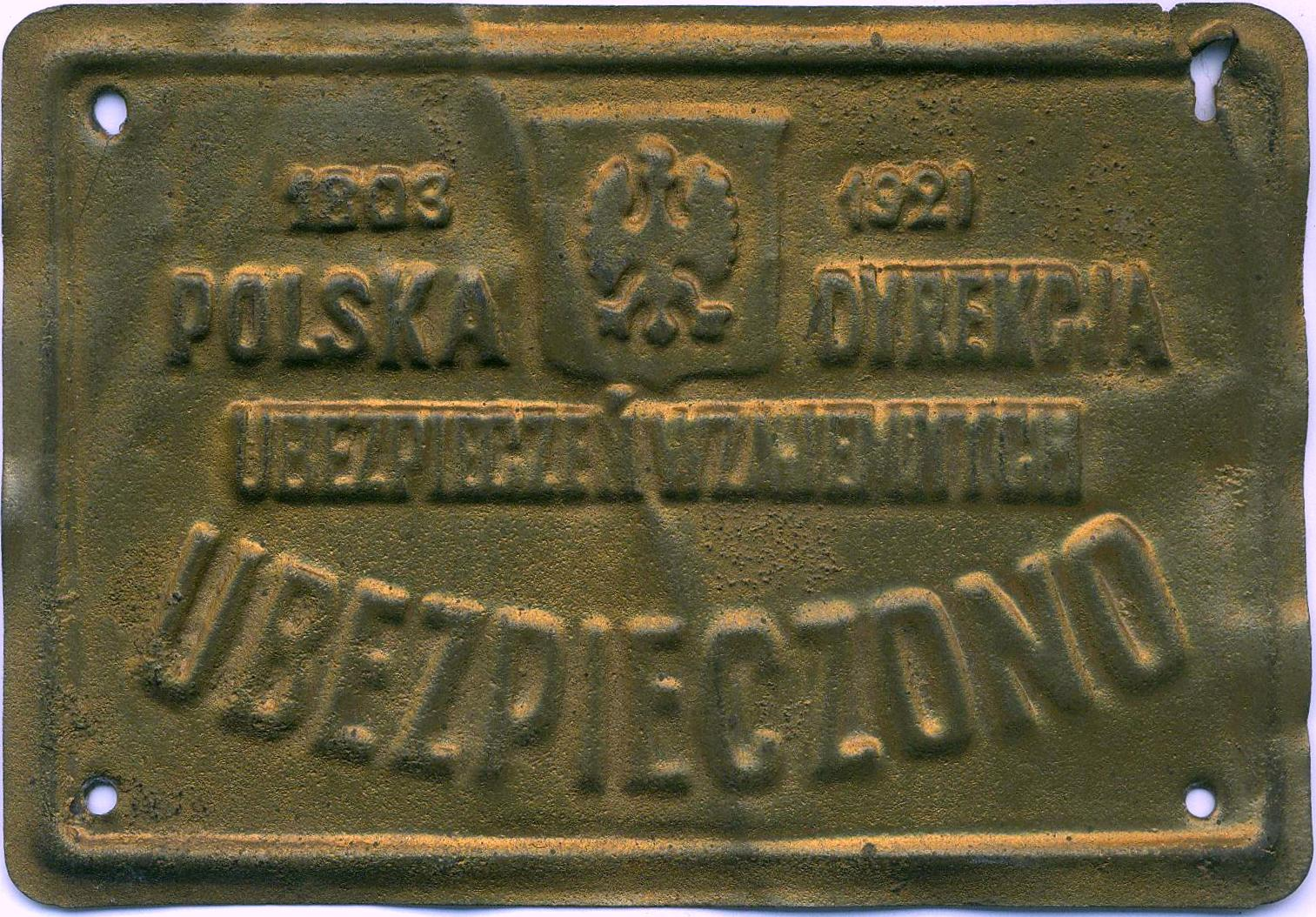
Tabliczka wieszana na domach ubezpieczanych w Polskiej Dyrekcji Ubezpieczeń Wzajemnych, ok. 1921 r.

Polska Dyrekcja Ubezpieczeń Wzajemnych – instytucja samorządowa o charakterze prawno-publicznym, której działalność oparta była na wzajemności, mająca na celu dobro publiczne, a nie osiąganie zysków. Zadaniem Dyrekcji było ubezpieczanie od ognia budowli, podlegających ubezpieczeniu z mocy ustawy.

## Powołanie Dyrekcji
Na podstawie ustawy z 1921 r. o przymusie ubezpieczenia od ognia i o Polskiej Dyrekcji Ubezpieczeń Wzajemnych ustanowiono Dyrekcję.
Dyrekcja Ubezpieczeń Wzajemnych posiadała wszelkie atrybucje osoby prawa publicznego i prawa prywatnego. Siedzibą Dyrekcji była Warszawa.

## Przymusowe ubezpieczenie
Przymusowemu ubezpieczenia od szkód wyrządzonych przez pożar podlegały wszystkie budowle z wyjątkiem:
- budowli stanowiących własność Państwa,
- budowli o wyjątkowym stopniu niebezpieczeństwa ogniowego, określonych w warunkach polisowych,
- budowli o charakterze tymczasowym lub przeznaczonych do rozbiórki.

Każdy ubezpieczający się od ognia, podlegający przymusowi ubezpieczeniu, miał prawo wymagać ubezpieczenia w pełnej kwocie wartości szacunkowej.

## Dobrowolne ubezpieczenie
Dobrowolnemu ubezpieczeniu podlegały:
- ubezpieczenia od ognia budowli fabrycznych i innych ruchomości,
- ubezpieczenia plonów od gradobicia,
- ubezpieczenia życia ludzkiego,
- zabezpieczenia emerytalne,
- ubezpieczenia od nieszczęśliwych wypadków,
- ubezpieczenia inwentarza od pomoru.

## Podstawy finansowe
Polska Dyrekcja Ubezpieczeń Wzajemnych czerpała środki, tworzyła kapitały oraz pokrywa przychody i straty, z poboru zasadniczych i dodatkowych składek od ubezpieczonych. Skarb Państwa nie ponosił odpowiedzialności za straty Polskiej Dyrekcji Ubezpieczeń Wzajemnych. Dyrekcja zapewniała ubezpieczonym odszkodowania na zasadzie warunków polisowych, zatwierdzonych przez Ministra Skarbu.
Pobór składek w zakresie ubezpieczeń przymusowych, odbywał się za pośrednictwem podatkowych urzędów państwowych lub samorządowych. Pobór składek w zakresie ubezpieczeń dobrowolnych za pośrednictwem wyznaczonych do tego celu organów.

## Akcja zapobiegawcza
Nadwyżki funduszu wypracowane przez Dyrekcję przeznaczane były na cele natury publicznej, a w szczególności na:
- środki przeciwpożarowe, w tym zakładanie straży ogniowych, udzielanie im zasiłków, dokonywanie prób i badań w zakresie środków i sposobów walki z klęską ogniową,
- zapomogi dla związków straży ogniowych i ich poszczególnych oddziałów;
- popieranie akcji władz komunalnych, w kierunku urządzania zbiorników wodnych, studzienek zwykłych i artezyjskich oraz wodociągów;
- popieranie budownictwa racjonalnego, zwłaszcza po pożarach masowych,
- przeznaczanie funduszy na prowadzenie działu udzielania pożyczek ulgowych na budowę ogniotrwałych zagród po pożarze,
- popieranie organizowania wytwórni wzorowych materiałów ogniotrwałych lub udzielanie pożyczek niskoprocentowych stowarzyszeniom budowlanym,
- popieranie organów samorządowych przy zakładaniu składów materiałów ogniotrwałych i przydzielanie tych materiałów miejscowej ludności na warunkach ulgowych;
- popieranie badań meteorologicznych w zakresie opadów gradowych;
- popieranie istniejących pracowni bakteriologicznych w zakresie badań naukowych nad zarazami inwentarza żywego,
- zaopatrywanie ludności w szczepionki ochronne oraz popieranie walki z epidemiami;
- popieranie wszelkiego rodzaju badań naukowych i wydawnictw, mających na celu szerzenie idei ubezpieczeniowej, zwłaszcza przez samorządy,
- popieranie wszelkich poczynań kulturalnych w zakresie ograniczania pożarów.

## Organy Dyrekcji
Kierownictwo sprawami Dyrekcji należało do rady nadzorczej i zarządu. Rada nadzorcza składała się z członków wybranych z grona radców ubezpieczeniowych na okres trzech lat. Rada nadzorcza wybierana była zwykłą większością głosów spośród swoich członków.
Dla ważności uchwał rady nadzorczej konieczna była obecność prezesa lub jego zastępcy oraz polowy liczby członków rady nadzorczej. Uchwały zapadały zwykłą większością głosów członków obecnych na posiedzeniu.

## Uprawnienia rady nadzorczej
Do uprawnień rady nadzorczej należało:
- mianowanie i zwalnianie prezesa zarządu, jego zastępcy oraz wyższych urzędników Dyrekcji,
- zatwierdzanie budżetu i etatów Dyrekcji,
- rozpatrywanie bilansów miesięcznych i zatwierdzanie sprawozdań rocznych;
- podział osiągniętych nadwyżek i przeznaczanie ich na wyznaczone statutem cele,
- decydowanie spraw dotyczących lokaty funduszów ubezpieczeniowych,
- rozpatrywanie skarg na decyzje zarządu,
- przedstawianie Ministrowi Skarbu do zatwierdzenia wniosków w sprawie nabywania i zbywania nieruchomości, wznoszenia budowli i obciążania ich długami;
- przedstawianie Ministrowi Skarbu do zatwierdzenia taryf w dziale ubezpieczeń przymusowych i życiowych oraz zatwierdzanie taryf w innych działach dobrowolnych,
- zatwierdzanie specjalnych warunków służbowych dla pracowników kontraktowych Dyrekcji,
- rozpatrywanie wniosków dotyczących zwalczania klęsk żywiołowych,
- uchwalanie regulaminu dla delegatów i radców ubezpieczeniowych,
- ustalanie terminów poboru składki ubezpieczeniowej według rejestrów.

## Nadzór Ministerstwa Skarbu
Minister Skarbu sprawował nadzór nad działalnością Dyrekcji, a w szczególności:
- czuwał nad ścisłym przestrzeganiem ustawy, jak również przepisów wydanych w przewidzianym trybie,
- wydawał przepisy dotyczące lokaty funduszów ubezpieczeniowych,
- zatwierdzał opracowane przez Dyrekcję taryfy w dziale ubezpieczeń przymusowych i życiowych, jak również stopę procentową i sposób obliczenia rezerwy premiowej w dziale życiowym,
- zatwierdzał przedstawione przez radę nadzorczą Dyrekcji warunki polisowe w dziale przymusowym i dobrowolnym,
- w przypadkach, gdy działalność rady nadzorczej uznał za sprzeczną z ustawą lub dobrem instytucji, miał prawo wystąpić do Rady Ministrów o rozwiązanie rady nadzorczej.

## Zmiana nazwy Dyrekcji
Na podstawie rozporządzenia Prezydenta Rzeczypospolitej z 1924 i 1926 r. o reorganizacji Polskiej Dyrekcji Ubezpieczeń Wzajemnych rozszerzono zakres działalności na określone województwa oraz sprecyzowano zasady, kto podlegał ubezpieczeniu dobrowolnemu i przymusowemu.
Rozporządzeniem Prezydenta RP z 1927 r. w miejsce Dyrekcji Ubezpieczeń Wzajemnych ustanowiono Powszechny Zakład Ubezpieczeń Wzajemnych.